# Gleidingen

Gleidingen est une partie de la ville de Laatzen dans la région de Hanovre, dans le Land de Basse-Saxe, en Allemagne. Gleidingen se situe à la fois au sud de Hanovre et près du centre de Laatzen.

## Histoire
Gleidingen est la partie la plus ancienne de la ville de Laatzen. Son existence se retrouve dans les archives datant de l’année 983 quand le chevalier "Hrothger de Glethingi" et d'autres ont défini les frontières entre les évêchés de Hildesheim et Minden.
En 1974 Gleidingen a perdu son indépendance et a été rattachée à la ville de Laatzen.